# Jan Ciechanowicz (funkcjonariusz)
Jan Ciechanowicz (ur. 24 maja 1931 w Krzywiczach na Wileńszczyźnie, zm. 31 sierpnia 2001 w Gdańsku) – pułkownik SB.

## Życiorys
Syn Juliana i Józefy. Do wybuchu II wojny światowej w 1939 skończył jedną klasę szkoły powszechnej w Krzywiczach, a w 1954 liceum ogólnokształcące dla pracujących w Gdańsku. W 1966 skończył Wyższą Szkołę Ekonomiczną w Sopocie.
W latach 1951–1953 był słuchaczem Dwuletniej Szkoły Oficerskiej Centrum Wyszkolenia MBP w Legionowie, po czym został referentem Sekcji 6 Wydziału I WUBP w Gdańsku w stopniu chorążego. Potem był referentem i oficerem operacyjnym Sekcji 7 Wydziału II w stopniu podporucznika, a od 1 I 1957 - Sekcji 3 Wydziału II SB KW MO w Gdańsku. Od 1 I 1961 starszy oficer operacyjny tej sekcji. Od 1 I 1962 starszy oficer operacyjny, a od 1 VIII 1964 kierownik Grupy 7 Wydziału II SB KW MO w Gdańsku w stopniu kapitana, od maja 1968 zastępca naczelnika Wydziału Ogólnego SB tej komendy w stopniu majora, a od grudnia 1968 zastępca naczelnika Wydziału Kontroli Ruchu Granicznego. Od 1 V 1970 zastępca naczelnika Wydziału III SB. 
W  latach 1972-1973 słuchacz Wyższej Szkoły KGB im. Dzierżyńskiego w Moskwie. Po powrocie zajął poprzednie stanowisko i w lipcu 1974 awansował na podpułkownika, a 1 IV 1978 został naczelnikiem Wydziału III "A" SB KW MO w Gdańsku, 15 II 1982 przeniesiony na naczelnika Wydziału "C" tej komendy. W lutym 1989 został pułkownikiem. Służbę zakończył 30 kwietnia 1989. 
Pochowany na Cmentarzu Łostowickim.

## Odznaczenia
- Krzyż Oficerski Orderu Odrodzenia Polski (1985)
- Krzyż Kawalerski Orderu Odrodzenia Polski (1974)
- Złoty Krzyż Zasługi (1969)
- Brązowy Medal Za zasługi dla obronności kraju
- Medal 30-lecia Polski Ludowej (1974)
- Medal 40-lecia Polski Ludowej
- Złota Odznaka Za zasługi w ochronie porządku publicznego (1979)
- Srebrna Odznaka Za zasługi w ochronie porządku publicznego (1976)
- Brązowa Odznaka Za zasługi w ochronie porządku publicznego (1974)
- Złota Odznaka w Służbie Narodu (1981)
- Srebrna Odznaka w Służbie Narodu (1971)
- Brązowa Odznaka w Służbie Narodu (1968)